# پمپونیوس ملا

بازطراحی یکی از نقشه‌های کهن جهان طراحی شده توسط پمپونیوس ملا

پمپونیوس مِلا (درگذشته ۴۵ میلادی) جغرافی‌دان رومی بود. او در شهر الگسیراز کنونی به دنیا آمد. کتاب De situ orbis libri III اثر او می‌باشد.